# Sant Vicenç de Canet d'Adri
Sant Vicenç de Canet d'Adri és una església romànica de Canet d'Adri (Gironès) protegida com a bé cultural d'interès local.

## Descripció

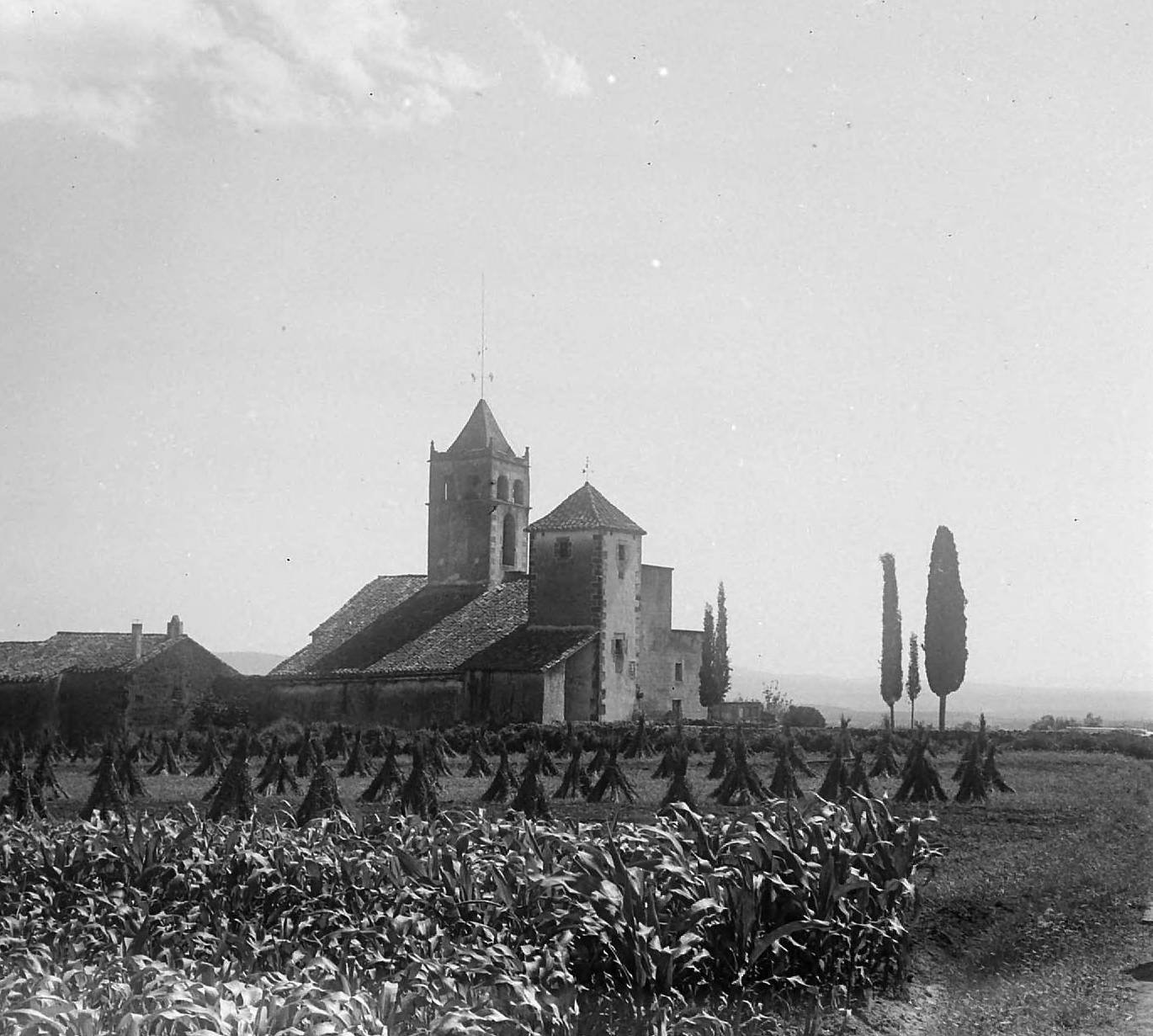
Església de Sant Vicenç l'any 1924

Sant Vicenç centra el grup de cases disperses del nucli de Canet d'Adri. És una església d'origen romànic estructurada interiorment en tres naus, separades per grans arcades, absis i absidioles amb arcuacions i bandes llombardes a l'exterior. La nau es cobreix amb volta de canó sostinguda per arcs torals, la central és força més alta que les laterals que presenten volta de perfil semicircular. Les parets portants són de maçoneria, arrebossada a les façanes imitant l'especejament de la pedra. Queden a la vista els carreus de les cantonades i les obertures. La coberta és de teula àrab a dues vessants. El campanar és de planta quadrada i es troba al centre de la nau, és de construcció posterior, com la portalada renaixentista que presenta la façana principal, amb els arrencaments del guardapols esculturats amb figures humanes i animals. A la banda esquerra de la façana principal hi ha adossada una torre de planta quadrada i coberta de teula a quatre vessants. A la part posterior de l'església hi ha adossat l'edifici de la rectoria.

## Història
La primera notícia documental data de l'any 822, en què el bisbe de Girona Teuter en feu donació a la canònica. L'església és d'origen romànic, del segle xi. Al segle xvi va patir importants reformes. Es va construir el campanar damunt la nau i la nova portalada (1560). La torre de planta quadrada de l'esquerra de la façana és de la mateixa època (1597). Davant la façana principal hi ha un jardí amb dos xiprers i el petit cementiri. La reixa d'entrada al pati és de l'any 1904.